# Света Неделя (Стояково)
Вижте пояснителната страница за други значения на Света Неделя.
„Света Неделя“ (на македонска литературна норма: „Света Недела“) е възрожденска православна църква в гевгелийското село Стояково, югоизточната част на Северна Македония. Част е от Повардарската епархия на Македонската православна църква.

## История и архитектура
Църквата е изградена около 1860 година. Разрушена е по време на Първата световна война с изключение на олтарната апсида. Църквата е била изписана преди разрушението, което е видимо от останалата фреска в олтарната апсида на Богородица с Христос. Храмът е възстановен в периода 1920 – 1924 година. Църквата е трикорабна с плоски дървени тавани, като средният кораб е по-висок от двата странични кораба. Покривната конструкция е двускатна, поддържана от два реда с по осем колони. В централния кораб в наоса е изписана фреска с Иисус Христос Вседържител. На изток църквата завършва с полукръгла апсида, а с нартекса на западната страна с кръщелня и балкон. Църквата има красив иконостас, изработен в 1934 година от зограф от мияшка тайфа, който е от Галичник. В църквата „Света Неделя“ се намират и икони от XVIII и XIX век. Стените в храма не се изписани, но в олтарната апсида, която оцелява от Първата световна война, има остатък от стара фреска, която обаче е повредена.